# Schaefferia oculea
Schaefferia oculea är en urinsektsart som beskrevs av Babenko 1999. Schaefferia oculea ingår i släktet Schaefferia och familjen Hypogastruridae. Inga underarter finns listade i Catalogue of Life.